# Magnus Echman
Magnus Echman, född i 1630 i Ljuders församling, Småland, död 11 januari 1703 i Västra Tollstads församling, Östergötlands län, var en svensk präst.

## Biografi
Magnus Echman föddes 1630 i Ljuders socken. Han blev student vid Kungliga Akademien i Åbo och 1672 filosofie magister. Echman prästvigdes 1 oktober 1671 i Växjö stift och blev samma år rektor på Braheskolan, Visingsö. Han blev 1687 kyrkoherde i Västra Tollstads församling, tillträdde 1688. Han avled 1703 i Västra Tollstads socken.

### Familj
Echman gifte sig med Justina Mellin (1657–1725), dotter till kyrkoherden Laurentius Gudmundi Mellinus och Elisabet Humble i Jönköping. De fick tillsammans barnen Laurentius Echman, Brynolph Echman (1685–1747), kyrkoherden Carl Echman (1686–1749) i S:t Laurentii församling, Söderköping, Maria Echman (född 1688), kyrkoherden Samuel Echman (1691–1748) i Västra Tollstads församling, Israel Echman (1694–1694), Johannes Echman (1695–1696) och Anna Elisabet Echman (1698–1702).